# Hidrazoinska kiselina
Hidrazoinska kiselina poznata i kao vodonik azid, azidna kiselina ili azoimid, sa hemijskom formulom HN
3 je hemijsko jedinjenje, koje ima molekulsku masu od 43,028 . To je bezbojna, isparljiva i eksplozivna tečnost na sobnoj temperaturi i pritisku. To je jedinjenje azota i vodonika i stoga je pniktogen hidrid. Stanje oksidacije atoma azota u hidrazoinskoj kiselini je frakciono i iznosi -1/3. Prvi put je izolovan 1890. godine od strane Teodora Kurtijusa. Kiselina ima malo primena, ali njena konjugovana baza, azidni jon, je korisna u specijalizovanim procesima.
Hidrazoazinska kiselina, kao i njenog analoga mineralne kiseline, koja je rastvorljiva u vodi. Nerazređena hidroazinska kiselina je opasno eksplozivna sa standardnom entalpijom formiranja ΔfHo (l, 298K) = +264 kJ/mol. Kada se razblaže, gasni i vodeni rastvori (<10%) mogu se bezbedno pripremiti, ali ih treba odmah upotrebiti; zbog svoje niske tačke ključanja, hidroazinska kiselina se obogaćuje isparavanjem i kondenzacijom tako da su razblaženi rastvori nesposobni za eksploziju i mogu da formiraju kapljice u gornjem prostoru kontejnera ili reaktora koje mogu da eksplodiraju.

## Proizvodnja
Kiselina se obično formira zakiseljavanjem azidne soli poput natrijum azida. Obično rastvori natrijum azida u vodi sadrže tragove hidrazojeve kiseline u ravnoteži sa azidnom solju, ali uvođenje jače kiseline može pretvoriti primarnu vrstu u rastvoru u hidrazojsku kiselinu. Čista kiselina se može naknadno dobiti frakcionom destilacijom kao izuzetno eksplozivna bezbojna tečnost neprijatnog mirisa.
NaN
3 + HCl → HN
3 + NaCl
Njegov vodeni rastvor se takođe može pripremiti tretiranjem rastvora barijum azida sa razblaženom sumpornom kiselinom, filtriranjem nerastvorljivog barijum sulfata.
Prvobitno je pripremljen reakcijom vodenog hidrazina sa azotnom kiselinom:
N
2H
4 + HNO
2 → HN
3 + 2 H
2O
Sa hidrazinijum katjonom [N
2H
5]+
 ova reakcija se piše kao:
[N
2H
5]+
 + HNO
2 → HN
3 + H
2O + [H
3O]+

Drugi oksidacioni agensi, kao što su vodonik-peroksid, nitrozil-hlorid, trihloramin ili azotna kiselina, takođe se mogu koristiti za proizvodnju hidrazoinske kiseline iz hidrazina.

## Osobine
| Osobina                  | Vrednost |
| ------------------------ | -------- |
| Broj akceptora vodonika  | 2        |
| Broj donora vodonika     | 1        |
| Broj rotacionih veza     | 0        |
| Particioni koeficijent ( | 0,7      |
| Rastvorljivost (logS, log(mol/L))       | 1,7      |
| Polarna površina (PSA, Å2)  | 61,2     |

## Uništavanje pre odlaganja
Hidrazoinska kiselina reaguje sa azotnom kiselinom:
HN
3 + HNO
2 → N
2O + N
2 + H
2O
Ova reakcija je neobična po tome što uključuje jedinjenja sa azotom u četiri različita oksidaciona stanja.

## Reakcije
Po svojim svojstvima hidrazoinska kiselina pokazuje neku sličnost sa halogenim kiselinama, jer formira slabo rastvorljive (u vodi) soli olova, srebra i žive(I). Sve metalne soli kristališu u anhidrovanom obliku i raspadaju se pri zagrevanju, ostavljajući ostatak čistog metala. Slaba je kiselina (pKa = 4.75). Njene soli teških metala su eksplozivne i lako reaguju u interakciju sa alkil jodidima. Azidi težih alkalnih metala (osim litijuma) ili zemnoalkalnih metala nisu eksplozivni, već se pri zagrevanju razlažu na kontrolisaniji način, oslobađajući spektroskopski čist N
2 gas. Rastvori hidrazoinske kiselina rastvaraju mnoge metale (npr. cink, gvožđe) uz oslobađanje vodonika i formiranje soli, koje se nazivaju azidi (ranije se zvali i azoimidi ili hidrazoati).
Hidrazoinska kiselina može da reaguje sa karbonil derivatima, uključujući aldehide, ketone i karboksilne kiseline, dajući amin ili amid, uz izbacivanje azota. Ovo se naziva Šmitova reakcija ili Šmitovo preuređenje.
Rastvaranjem u najjačim kiselinama nastaju eksplozivne soli koje sadrže aminodiazonijum jon [H
2N=N=N]+
 ⇌ [H
2N−N≡N]+
, na primer:
HN=N=N + H[SbCl
6] → [H
2N=N=N]+
[SbCl
6]−

Jon [H
2N=N=N]+
 je izoelektronski prema diazometan H
2C=N+
=N−
.
Razlaganje hidrazoinske kiseline, izazvano udarom, trenjem, varnicom, itd. proizvodi azot i vodonik:
2 HN
3 → H
2 + 3 N
2
Hidrazoinska kiselina se podvrgava unimolekularnoj razgradnji pri dovoljnoj energiji:
HN
3 → NH + N
2
Najniži energetski put proizvodi NH u tripletnom stanju, što ga čini reakcijom zabranjenom sa rotacionim rešetkama. Ovo je jedna od retkih reakcija čija je brzina određena za specifične količine vibracione energije u osnovnom elektronskom stanju, putem studija laserske fotodisocijacije. Pored toga, ove unimolekularne brzine su analizirane teoretski, a eksperimentalne i izračunate brzine su u razumnom poklapanju.

## Toksičnost
Hidrazoinska kiselina je isparljiva i veoma toksična. Ima oštar miris i njegova para može izazvati jake glavobolje. Jedinjenje deluje kao nekumulativni otrov.

## Aplikacije
2-Furonitril, farmaceutski međuproizvod i potencijalni veštački zaslađivač, pripremljen je sa dobrim prinosom tretiranjem furfurala mešavinom hidrazojeve kiseline (HN
3) i perhlorne kiseline (HClO
4) u prisustvu magnezijum perhlorata u rastvoru benzena na 35 °C (95 °F; 308 K).
Jodni laser u potpunoj gasnoj fazi (AGIL) meša gasovitu hidrazojsku kiselinu sa hlorom kako bi se proizveo pobuđeni azot hlorid, koji se zatim koristi da izazove lasersko delovanje joda; ovim se izbegavaju zahtevi tečne hemije za COIL lasere.

## Literatura
- Holleman A. F.; Wiberg E. (2001). Inorganic Chemistry (1st изд.). San Diego: Academic Press. ISBN 0-12-352651-5.
- Housecroft, C. E.; Sharpe, A. G. (2008). Inorganic Chemistry (3. изд.). Prentice Hall. ISBN 978-0-13-175553-6.

## Dodatna literatura
- Карапетьянц М. Х., Дракин С. И. (1994). Общая и неорганическая химия. М.: Химия.
- Ахметов Н. С. (2001). Общая и неорганическая химия. М.: Высшая школа.

## Spoljašnje veze
- OSHA: Hydrazoic Acid Архивирано 2008-04-04 на сајту